# Kembanglimus
Kembanglimus is een bestuurslaag in het regentschap Magelang van de provincie Midden-Java, Indonesië. Kembanglimus telt 1776 inwoners (volkstelling 2010).